# Hugo María van Steekelenburg

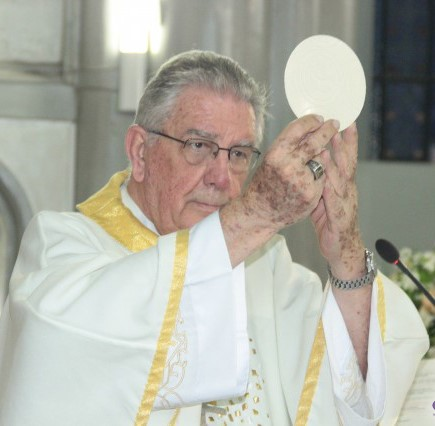
Hugo van Steekelenburg (2016)

Hugo María van Steekelenburg OFM (* 15. Oktober 1937 in Wateringen) ist ein niederländischer Geistlicher und emeritierter Bischof von Almenara.

## Leben
Hugo María van Steekelenburg trat der Ordensgemeinschaft der Franziskaner bei und empfing am 8. Juni 1964 die Priesterweihe.
Papst Johannes Paul II. ernannte ihn am 23. Juni 1999 zum Bischof von Almenara. Die Bischofsweihe spendete ihm der Bischof von Teófilo Otoni, Diogo Reesink OFM, am 24. September desselben Jahres; Mitkonsekratoren waren Célio de Oliveira Goulart OFM, Bischof von Leopoldina, und Geraldo Majela de Castro OPraem, Bischof von Montes Claros.